# شهان کاروناتیلاکا
شهان کاروناتیلاکا (به انگلیسی: Shehan Karunatilaka) (زاده ۱۹۷۵)؛ نویسنده سریلانکایی است. او در کلمبو بزرگ شد، در نیوزلند تحصیل کرد و در لندن، آمستردام و سنگاپور زندگی و کار کرده‌است. اولین رمان او «مرد چینی: افسانه پرادپ متیو» در سال ۲۰۱۰ برنده جایزه کتاب کشورهای مشترک المنافع، جایزه دی‌اس‌سی (۲۰۱۲)، جایزه Gratiaen شد و توسط Wisden به عنوان دومین کتاب برتر کریکت تمام دوران شناخته شد. سومین رمان او به نام «هفت ماه مالی المیدا» به عنوان برنده جایزه بوکر ۲۰۲۲ در ۱۷ اکتبر ۲۰۲۲ اعلام شد.